# 中野敦之
中野 敦之（なかの あつし、1981年2月14日 - 、出身地：愛知県名古屋市、血液型：A）は、日本の演出家、プロデューサー、センターフィールドカンパニー合同会社代表。劇団唐ゼミ☆代表として唐十郎戯曲を中心とした舞台作品を演出する他、幅広いイベントを構成・演出する。文化庁令和３年度新進芸術家海外派遣制度によりロンドンで研修。

## 来歴・人物
1999年、横浜国立大学教育人間科学部マルチメディア文化課程に入学。数年後、同大学で教鞭を取っていた唐十郎に師事。
入学当初は学内の演劇サークル「三日月座」に所属するが、二年次に脱退。同じく脱退した仲間と共に劇団「八秒台劇場」を設立、数回公演をした後に、三年次に唐十郎ゼミナールに仲間を引き連れて入る。その際に中野と行動を共にしたのが、後に劇団唐ゼミ☆の２大看板女優となる椎野裕美子と禿恵。彼らは唐十郎ゼミナール生としては２期生に当たる。
ゼミナール加入後は、中野が演出家兼代表としてゼミナールを率い、2001年12月に遂に第１回公演（唐ゼミナールとしては第２回）『腰巻お仙～義理人情いろはにほへと篇』を状況劇場の初代紅テントを借りて行なった。
また、同2001年に横浜国立大学の室井尚が現代美術家・椿昇と組んで横浜トリエンナーレ2001に出展した巨大バッタバルーン展示『インセクト・ワールド 飛蝗（ひこう）』の設営作業に関わり、2009年に横浜開国博「Y150」に同作品が再出展した際には、同作品の運営、演出を担った。
唐ゼミはその後も公演を重ね、唐の紅テントにあやかった青テントを持って全国公演も行なうようになる。2005年１月には横浜国立大学を同年度で退官する唐の最終講義を中野が演出、唐ゼミが総力を挙げての大イベント「唐十郎教授最終講義」を成功させた。
唐十郎の教授退官後、唐ゼミは「劇団唐ゼミ☆」として正式に劇団として発足。2005年9月には『盲導犬／黒いチューリップ』を新国立劇場で公演、中野は同劇場の最年少演出家として名を残す。
その後も青テントを用いて、新東京タワー建設予定地（『ユニコン物語 溶ける角篇』2006年）、池袋西口公園（『鐡假面』2007年）、など様々な場所での公演を行い、2008年に1973年に唐がラジオドラマとして書いた『ガラスの少尉』を舞台作品として世界初上演、2009年10月には唐十郎中期の名作『下谷万年町物語』を作中の舞台でもある浅草で公演し、28年ぶりの再演を行なった。
2010年5月には川崎市岡本太郎美術館において、初の書き下ろし作品となる「したぎと中世～わたしは驢馬になって下着をうりにゆきたい～」を『ユニコン物語 溶ける角篇』の一部を改訂して『下谷万年町物語』のセットを使い、「前衛下着道―鴨居羊子とその時代」岡本太郎・今東光・司馬遼太郎・具体美術協会展のパフォーマンスとして公演。
2010年7月には第17回公演『蛇姫様―わが心の奈蛇』を浅草花やしき裏にて、青テント公演。
すべての演出作品には、必ず唐十郎本人の監修が入る。
2015年7月、初のプロデューサーとして飯田譲治初舞台作品『戯曲Operation』(主演鳳恵弥、作・監修飯田譲治、演出久米伸明)を行う。

## 舞台作品
- 『腰巻お仙 義理人情いろはにほへと篇』（2001年 於：横浜国立大学サークル棟 大練習室）
- 『ジョン・シルバー』（2002年 於：横浜国立大学教育人間科学部裏 特設テント劇場 ※状況劇場初代紅テントを使用）
- 『動物園が消える日』（2002年 於：横浜国立大学教育人間科学部裏 特設テント劇場）
- 『少女都市からの呼び声』（2002年 於：横浜国立大学、新宿パンプルムス）
- 『鉛の心臓』（2002年 於：横浜国立大学、新宿パンプルムス、大阪 阿倍野ロクソドンタ）
- 『ジョン・シルバー（再演）』（2004年 於：横浜臨港パーク 特設青テント劇場 ※初めての青テント公演）
- 『盲導犬』（2004年 於：横浜国立大学、東京大学 駒場小空間、横浜 沢渡中央公園）
- 『黒いチューリップ』（2004年 於：横浜国立大学、横浜 沢渡中央公園）
- 『煉夢術』（2005年 於：横浜国立大学、新宿サニーサイドシアター）
- 『盲導犬／黒いチューリップ』（2005年 於：新国立劇場 THE LOFT）※新国立劇場主催公演
- 『お化け煙突物語』（2006年 於：横浜国立大学、東京 業平橋 新東京タワー建設予定地、横浜 吉浜町公園）
- 『ユニコン物語 溶ける角篇』（2006年 於：横浜、東京、新潟、京都）
- 『続ジョン・シルバー』（2007年 於：芝居砦・満天星）
- 『鐡假面』（2007年 於：川崎市市民ミュージアム、横浜国立大学、関内大通り公園、池袋西口公園、井の頭公園、京都）
- 『ガラスの少尉』（2008年 於：山形県川西町、川崎市市民ミュージアム、京都 元立誠小学校、横浜BankART NYK）
- 『恋と蒲団』（2009年 於：東京 建築会館中庭 押入劇場）
- 『下谷万年町物語』（2009年 於：東京 浅草花やしき裏 特設青テント劇場）
- 『ジョン・シルバー 愛の乞食』（2010年 於：横浜日ノ出町 A studio HINODE）
- 『蛇姫様 わが心の奈蛇』（2009年 於：東京 浅草花やしき裏 特設青テント劇場）
- 『下谷万年町物語（再演）』（2010年 於：東京 浅草花やしき裏 特設青テント劇場）
- 『海の牙 黒神海峡篇』（2011年 於：横浜国立大学、浅草花やしき裏、長野ごんどう広場、横浜 臨港パーク）
- 『木馬の鼻』（2012年 於：浅草花やしき裏、長野ごんどう広場、神奈川 ブルックス大井事業所内）※初の書き下ろし作品
- 『吸血姫』（2012年 於：長野ごんどう広場、浅草花やしき裏）
- 『夜叉綺想』（2013年 於：横浜国立大学、長野ごんどう広場、浅草花やしき裏）
- 『唐版 滝の白糸』（2013年 於：KAAT神奈川芸術劇場 大スタジオ）※KAAT神奈川芸術劇場主催公演

## 注
1. ↑  公演データシアターガイドサイト内